# Edmond van Aubel
Edmond Marie Lambert van Aubel (1864 — 1941) foi um físico belga.
Participou da 3ª, 4ª e 5ª Conferência de Solvay.